# The Gay Intruders
The Gay Intruders é um filme de comédia norte-americano de 1948, dirigido por Ray McCarey e lançado pela 20th Century Fox.